# 察恩科費爾山
46°30′36″N 11°43′33″E / 46.51000°N 11.72583°E

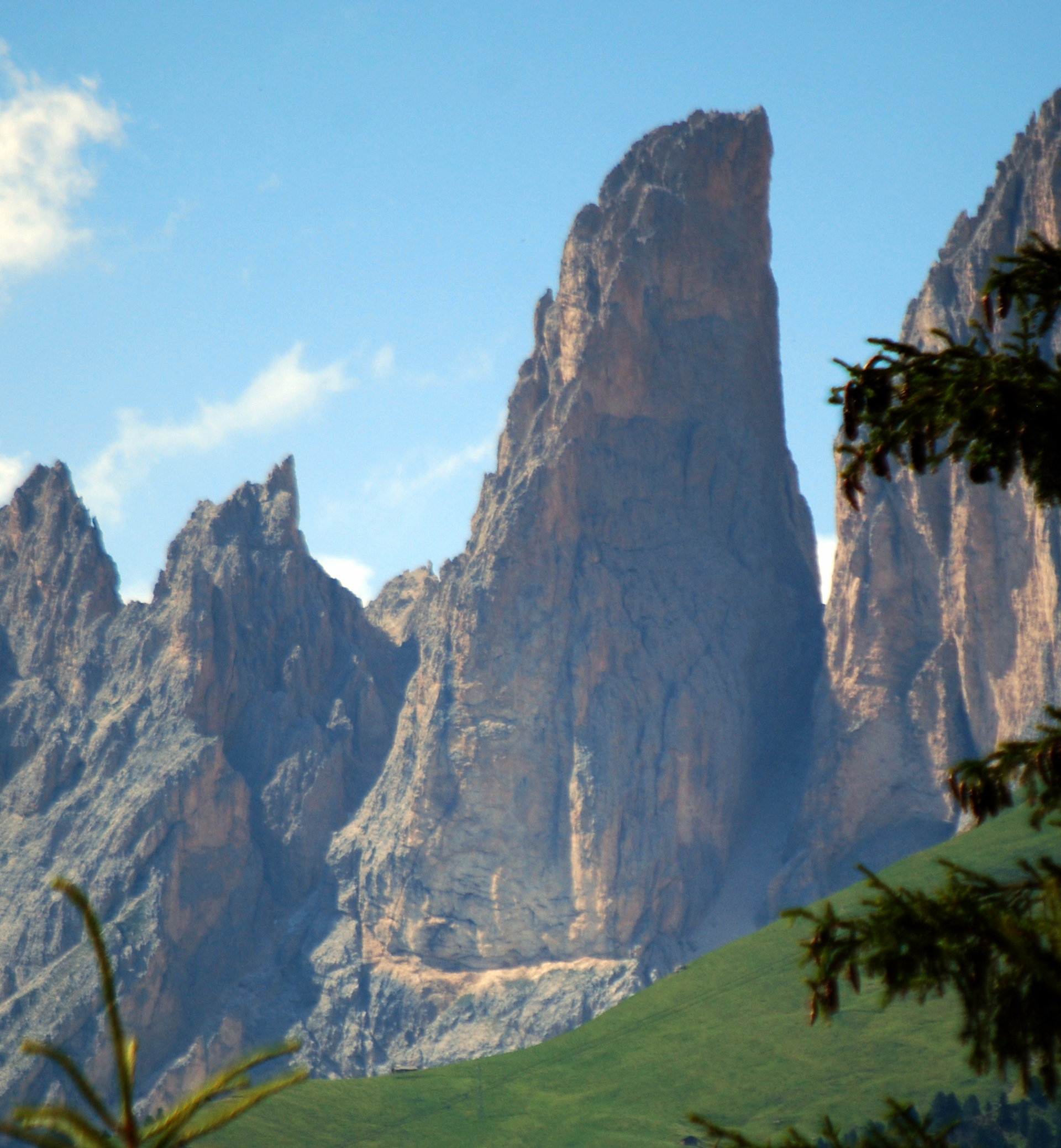

察恩科費爾山（義大利語：Zahnkofel），是意大利的山峰，位於該國東北部，由博爾扎諾-南蒂羅爾自治省負責管轄，屬於蘭科費爾山脈的一部分，處於圣克里斯蒂娜-瓦尔加尔代纳，海拔高度3,000米。